# 里塞-拉森山
66°47′S 50°40′E / 66.783°S 50.667°E
里塞-拉森山是南極洲的山峰，屬於圖拉山脈的一部分，處於阿蒙森灣東部，海拔高度870米，該山峰在1956年10月28日被澳大利亞探險隊首次踏足，以挪威極地探險家命名。